# Бигль-3

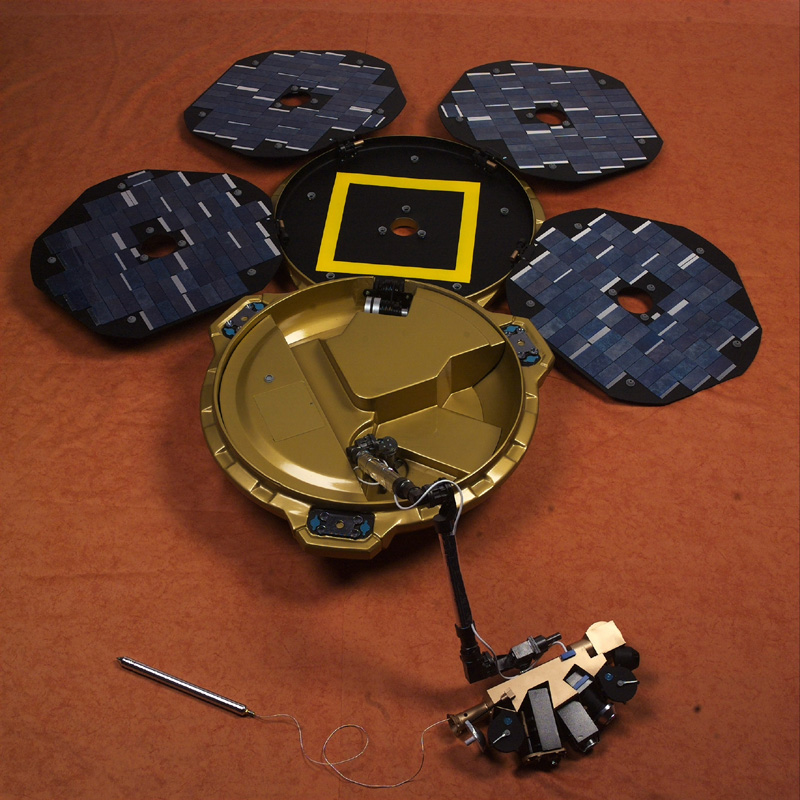
Посадочный модуль Бигль-2

Бигль-3, Бигль-2: Эволюция (англ. Beagle 3, Beagle 2: Evolution) — предложенная миссия на Марс, состоящая из посадочного модуля, целью которого был поиск прошлой и настоящей жизни на Марсе. Бигль-3 являлся бы преемником неудавшейся британской миссии Бигль-2 (миссия завершилась неудачей в 2003 году). Аппарат был выдвинут профессором Колином Пиллинджером, ведущим учёным, работавшим с предыдущей неудавшейся миссией. Компания EADS Astrium сыграла важную роль в финансировании и развитии проекта. Колин Пиллинджер надеялся запустить до двух посадочных модулей в составе орбитального аппарата в 2009 году, в рамках программы Европейского космического агентства Аврора. Назван в честь корабля «Бигль», на котором путешествовал Чарлз Дарвин.
Миссия Бигль-3 была отклонена ЕКА в 2004 году. После этого Колин Пиллинджер предложил NASA включить модуль Бигль-3 в состав научного оборудования марсохода Mars Science Laboratory, но это предложение было также отклонено.